# 万学远
万学远（1941年1月—），男，汉族，湖北黄冈人，中华人民共和国政治人物，曾任浙江省人民政府省长。

## 生平
早年毕业于上海交通大学船舶动力系，后留校任职，升任共青团上海市委副书记，后改任上海市人民政府秘书长兼办公厅主任。
1992年，担任浙江省人民政府副省长；次年在差额选举中意外战胜候任葛洪升任省长。
1997年，改任中华人民共和国人事部副部长兼国家外国专家局局长。
2008年，当选第十一届全国政协常务委员，代表对外友好界，分入第四十七组，并担任外事委员会副主任。